# فرانسوا ليجراند
فرانسوا ليجراند (بالفرنسية: François Legrand)‏ هو متسلق صخور ‏ فرنسي، ولد في 26 مارس 1970 في غرونوبل في فرنسا.

## وصلات خارجية
- فرنسوا ليجراند على موقع الاتحاد الدولي لرياضة التسلق (الإنجليزية)